# Jürgen Ehlers
Jürgen Ehlers (29 de dezembro de 1929 — 20 de maio de 2008) foi um físico alemão.